# Церковь Покрова Пресвятой Богородицы в Большой Коломне
Покро́вская церковь — утраченный православный храм в Санкт-Петербурге. Находился в центре Коломны, на Покровской площади (пересечение Садовой и Английского проспекта). Построен в 1803 году на средства местных жителей. Разрушен коммунистами в 1934 году.

## История
Церковь была построена в 1798—1803 годах Иваном Старовым и стала последней его работой. Строительство велось под наблюдением В. П. Петрова, исключительно на пожертвования (купец И. Г. Серяков внёс 30 000 рублей). В 1814—1816 годах архитектор Василий Стасов соорудил железную ограду с двумя часовнями. В 1848—1850 годы боковые приделы церкви были переделаны архитекторами Василием Небольсиным и Алексеем Шевцовым. В 1899 году гражданский инженер Сергей Кондратьев расширил здание, пристроив к нему два придела, освящённых 14 сентября 1902 года. После этого церковь стала вмещать 1000 человек.
Эта церковь упомянута в поэме Александра Пушкина «Домик в Коломне»:
«По воскресеньям, летом и зимою,

Вдова ходила с нею к Покрову,

И становилася перед толпою

У крылоса налево. Я живу

Теперь не там, но верною мечтою

Люблю летать, заснувши наяву,

В Коломну, к Покрову — и в воскресенье

Там слушать русское богослуженье.»
Пушкин и его родители, жившие неподалёку в домике на набережной Фонтанки, 185, были прихожанами Покровской церкви в 1816—1820 годах.
В ней в 1910 году крестили будущую великую балерину Галину Уланову.
С 1871 года при церкви действовало благотворительное общество, содержавшее женскую богадельню, два детских приюта, приходскую школу, бесплатную столовую, а также детский санаторий под Сиверской с домовым Тихвинским храмом.
В 1894 году на средства церковного старосты купца А. К. Седова выполнен капитальный ремонт церкви, деревянная лестница на колокольню заменена каменной. В 1912 году, при настоятеле протоиерее Василии Акимове, было торжественно отмечено 100-летие освящение главного алтаря Покровско-Коломенской церкви. Литургию в день празднования юбилея, в воскресенье 30 сентября 1912 года, совершил в храме архиепископ Финляндский и Выборгский Сергий (Страгородский).
После революции церковь продолжала действовать ещё 15 лет. В 1932 году была закрыта и в 1934 году было принято решение о её сносе.
Место, где стояла церковь (Покровский сквер с фундаментом церкви), отнесено КГИОПом к объектам культурного наследия народов России регионального значения.
29 мая 2000 года на месте церкви был установлен памятный знак, созданный группой преподавателей Санкт-Петербургской государственной художественно-промышленной академии за счет пожертвований предприятий и организаций Адмиралтейского района Санкт-Петербурга.

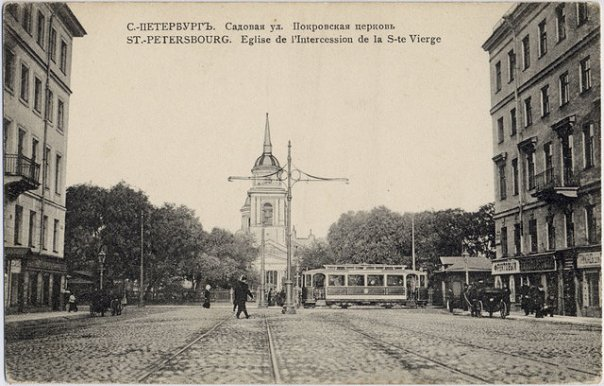
Покровская церковь. Почтовая открытка, 1900-е годы
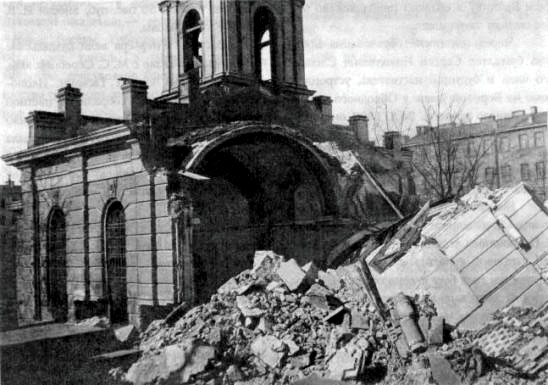
Руины Покровской церкви в Коломне. Снос в 1934 году